# Tipula (Yamatotipula) nocticostata
Tipula (Yamatotipula) nocticostata is een tweevleugelige uit de familie langpootmuggen (Tipulidae). De soort komt voor in het Palearctisch gebied.